# Bartolomeu Dias
Bartolomeu Dias (IPA: baɾ.tu.lu.'mew 'di.ɐʃ), a veces en español Bartolomé Díaz (ca. 1450-cerca del cabo de Buena Esperanza, 29 de mayo de 1500), fue un navegante portugués conocido por ser el primer explorador europeo en doblar a principios de 1488 el extremo sur de África, llegando al océano Índico a partir del Atlántico, uno de los eventos más importantes en la historia de la navegación a vela.
Bartolomeu Dias fue el primer navegante que viajó alejado de la costa en el Atlántico Sur. Su viaje, continuado por Vasco da Gama una década más tarde (1497-1499), contribuyó al descubrimiento de la ruta marítima a la India.

## Biografía
Acerca de su familia solo se sabe que un familiar, Dinis Dias e Fernandes, en la década de 1340 habría encabezado y acompañado a algunas expediciones marítimas a lo largo de las costas del norte de África, habiendo visitado las islas de Cabo Verde. Se sabe que tenía antecedentes judíos, aunque no se conocen los antepasados, pero las armas y favores que le fueron concedidos pasaron a sus descendientes. Su hermano fue Diogo Dias. Hay quienes dicen que era descendiente de Dinis Dias, escudero de D. João I, que como navegante descubrió la península de Cabo Verde en 1445.
En su juventud habría asistido a sus clases de matemáticas y astronomía en la Universidad de Lisboa y habría servido en la fortaleza de San Jorge de la Mina, en el golfo de Guinea. Tenía conocimientos de navegación tanto para determinar las coordenadas de un lugar como para enfrentar las tormentas y calmas, como las habituales del golfo de Guinea.
En 1481 acompañó al navegante Diogo de Azambuja en una expedición hacia la Costa de Oro. Poco después fue nombrado caballero de la Corte, superintendente de los grandes almacenes reales y maestro velero del barco de guerra São Cristóvão.

### Viaje al sur de África
En 1486 el rey Juan II le confió el mando de una pequeña flota para que recorriera África por el sur, con el fin público de conocer noticias sobre el mítico reino cristiano del Preste Juan, con el que el rey deseaba entablar relaciones amistosas y había enviado ese mismo año, por tierra y en una misión secreta, a Pêro da Covilhã y João Afonso da Aveiro. El propósito no declarado de la expedición era investigar el verdadero alcance de las costas del sur de África, para evaluar la posibilidad de una ruta marítima a la India. Después de que hubiera muerto, le dio el testimonio a sus hijos. A Díaz le tomó diez meses preparar la expedición y partió de Lisboa a finales de julio o comienzos de agosto de 1487, con dos carabelas armadas de 50 toneladas y una naveta de provisiones. En este viaje lo acompañarían Pêro de Alenquer, como piloto de la nave capitana, São Cristóvão, que relató el primer viaje de Vasco da Gama; João Infante, al mando de la carabela S. Pantaleão, que era pilotada por Álvaro Martins; y Pêro Dias, hermano de Bartolomé, comandando el barco de provisiones, con João de Santiago como piloto. En la expedición también participaba João Grego e iban acompañados por dos hombres y cuatro mujeres de raza negra, capturados por Diogo Cão en la costa occidental africana, que servirían de intérpretes para explicar a los nativos el objetivo de la expedición. Bien alimentados y vestidos, serían liberados en la costa oriental para que testimoniaran a las poblaciones locales de esas áreas la bondad y grandeza de los portugueses, al tiempo que recopilaban información sobre el reino del Preste Juan.
La expedición zarpó hacia el sur por la costa occidental de África, navegando primero hacia la desembocadura del río Congo, descubierta en 1486 por Diogo Cão y Martin Behaim. Se aprovisionaron en la fortaleza portuguesa de San Jorge de la Mina, en la Costa de Oro (actualmente Elmina, ver mapa). Desde ahí recorrieron la costa africana de Angola y luego Díaz llegó el 8 de diciembre al golfo de Santa Maria da Conceição (bahía de Walvis, en la actual Namibia), el punto más al sur cartografiado por la expedición de Diogo Cão. A finales de diciembre de 1487 alcanzaron un lugar cercano a la desembocadura del río Orange y erigieron un padrão de piedra y llamaron al lugar Angra dos Voltas. Continuando al sur, descubrió primero Angra dos Ilhéus y hacia Port Nolloth, al noroeste de la actual Sudáfrica, se alejaron de la costa y fueron arrastrados por un violento temporal durante el mes de enero de 1488, pasando de largo por el sur el cabo que actualmente se denomina cabo de Buena Esperanza, sin llegar a verlo. Trece días más tarde, aprovechando los vientos provenientes de la Antártida que soplan con fuerza en el Atlántico Sur, navegaron hacia el noreste, redescubriendo la costa, que ya tenía orientación este-oeste y norte (ya al este del cabo de Buena Esperanza) y siguieron al este, cartografiando varias bahías de la costa de la actual Sudáfrica (útiles en el futuro como puertos naturales). Llegaron a Aguada de São Brás (bahía de San Blas) (hoy Mosselbaai, bahía Mossel) el 3 de febrero de 1488, que bautizaron como bahia dos Vaqueiros (bahía de los Vaqueros). Siguieron la costa hacia el este y llegaron a la bahía de Algoa (700 km al este del cabo de Buena Esperanza) y después alcanzaron el río Groot-Visrivier (o río Fish) que llamaron río Infante, en honor a João Infante, comandante de la segunda carabela. La expedición de Díaz llegó a su punto más lejano en el océano Índico el 12 de marzo de 1488, cuando anclaron en Kwaaihoek, cerca de la desembocadura del río Bushman, donde fue construido un padrão —el Padrão de São Gregorio—. Díaz quería seguir navegando hacia la India, pero se vio obligado a regresar cuando su tripulación se negó a ir más allá, debido a la escasez de provisiones y a que las naves estaban bastante deterioradas por la tormenta. La tripulación revuelta obligó al capitán a regresar a Portugal siguiendo la línea de costa hacia el oeste. En el regreso, siempre a la vista de la costa, descubrieron el cabo Agulhas, el punto más austral del continente, y el cabo das Tormentas ("cabo de las Tormentas"), ahora cabo de Buena Esperanza, por ser el lugar donde ocurrió la tormenta y que habían contorneado por alta mar en el viaje de ida. En este viaje de regreso colocó padrões de piedra en los principales puntos descubiertos: la actual isla Falsa (False Island), la punta del cabo de las Tormentas, entonces descubierto, y en cabo da Volta, ahora punta Díaz.
En diciembre de 1488, después de hacer varias escalas en la costa occidental africana, entre otras nuevamente en San Jorge de la Mina, llegaron a Lisboa tras 16 meses y 17 días de viaje. El rey João rebautizó el cabo como cabo da Boa Esperança (cabo de Buena Esperanza), por ser el lugar donde se abría una ruta hacia el este para llegar a la India para comprar tanto especias como otros artículos de lujo. En ese momento, para llegar a la India, era preciso cruzar el mar Mediterráneo a través de Génova y Venecia, que eran grandes centros comerciales gracias al Renacimiento, solo que ahora estaban dominados por los turcos. Tras cruzar el Atlántico, denominado El mar Tenebroso —ya que se creía que en él había monstruos que devoraban las embarcaciones— y lograr dar la vuelta a África, se abría un posible camino hacia la India. Ese descubrimiento del paso por África fue significativo porque, por primera vez, los europeos podrían comerciar directamente con la India y otras partes de Asia, sin pasar por la ruta terrestre a través del Oriente Medio, con sus costosos intermediarios. El informe oficial de la expedición se ha perdido.

### Caso y muerte
Después de estos primeros intentos, los portugueses se tomaron un largo descanso de una década en la exploración del océano Índico. Durante ese receso, es probable que recibieran valiosa información de la expedición secreta de Pêro da Covilhã, que había alcanzado la India y había enviado informes útiles para los navegantes. La carrera de Díaz como navegante fue en declive debido a que el rey había tomado en consideración a otros navegantes portugueses para liderar la expedición a gran escala que debería de alcanzar las Indias tras bordear el sur de África hacia el este.
Díaz participó como un subordinado en el viaje de Vasco da Gama hacia la India que se comenzó a preparar en 1497. Supervisó la construcción de los barcos São Gabriel y su buque gemelo, el San Rafael, y acompañó a la flota de Vasco da Gama en 1499, como capitán de un barco que tenía como destino São Jorge da Mina, acompañándolo como guía en la primera etapa del viaje hasta las islas de Cabo Verde. En ese viaje Vasco da Gama lograría llegar hasta Calicut, en la India, bordeando nuevamente el extremo sur de África en 1498.
Díaz también fue uno de los capitanes, y principal navegante, de la segunda expedición portuguesa a la India, encabezada por Pedro Álvares Cabral (la carta de Pero Vaz de Caminha hace varias referencias a él, apuntando la confianza que le tenía el capitán-mayor). Esta flotilla llegó primero a la costa de Brasil, tomando posesión de ella en 1500. Tras recorrer el extremo oriental del país en abril, la flota zarpó hacia el este, rumbo a la India. El 29 de mayo, cuando la expedición llegaba a las costas del cabo de Buena Esperanza, ocurrió una poderosa tormenta que causó el hundimiento de cuatro de sus barcos, entre ellos el del propio Díaz, pereciendo él y todos sus hombres. El valiente marinero encontró la muerte cerca de su descubrimiento más famoso, el cabo de Buena Esperanza, que él proféticamente había nombrado cabo de las Tormentas.
Los restos de un naufragio encontrados en 2008 por la Namdeb Diamond Corporation de Namibia hicieron pensar en un primer momento que pudieran ser los restos del barco de Díaz, aunque las monedas recuperadas eran de una época posterior.

### Descendientes
Bartolomé Díaz estuvo casado y tuvo ocho hijos:
- Simón Díaz de Novais, que murió sin descendencia;
- Antonio Dias de Novais, un caballero de la Orden de Cristo (al parecer su pariente, ya que el apellido de Novais se transmitió a través de su hermano de cría);
- Juana Fernández, hija de Fernão Pires y esposa Guiomar Montês (y hermana de Brites Fernandes y Fernão Pires, casado con Inês Nogueira, hija de Jorge Nogueira y su esposa, y que tuvo descendencia), y ambos tuvieron hijos.

El nieto de Díaz, Paulo Dias de Novais, fue el primer gobernador de la Angola portuguesa y fundador, en 1576, de São Paulo de Luanda.
Una nieta de Díaz, Guiomar de Novais, se casó dos veces, siendo segunda mujer de Dom Rodrigo de Castro, hijo de Dom Nuno de Castro y su esposa Joana da Silveira, con quien tuvo a doña Paula de Novais y doña Violante de Castro, ambas muertas solteras y sin descendencia, y a Pedro Correia da Silva, hijo natural de Cristóvão Correia da Silva, sin descendencia.

## Su legado
El descubrimiento que realizó Bartolomé Díaz supuso el final del proyecto que había establecido el príncipe Enrique el Navegante en la década de 1410 de encontrar el extremo sur de África y buscar por ahí una ruta alternativa hacia las Indias, para establecer una ruta marítima entre Europa y Asia que fuese más segura que atravesar el mar Mediterráneo y el Medio Oriente, cuyo paso estaba vedado por los otomanos en la segunda mitad del siglo XV. En efecto, su viaje contribuyó a sentar las bases para establecer el Imperio portugués a comienzos del siglo XVI, que daría lugar a un incremento del comercio en África y Asia con Portugal.

## Reconocimientos
El poeta portugués Luís de Camões le dedicó póstumamente al navegante el canto V de su epopeya Os Lusíadas (1572).
En la ciudad de Mosselbaai, en Sudáfrica, el Dias Museum Complex marca el lugar del desembarco histórico de Bartolomeu Dias. También el Dias Cross Memorial en Alexandría, cerca de la boca del río Bushman, el lugar donde Dias erigió una cruz o padrão el 12 de marzo de 1488, es un lugar patrimonio provincial (Provincial heritage site), en la Provincia Oriental del Cabo. Una réplica de la cruz se ha erigido en el mismo expuesto lugar.